# Østrigs distrikter
Østrigs distrikter (tysk: Bezirke) er et forvaltningsniveau mellem Østrigs delstater og kommunerne. Distrikterne er rent administrative enheder, og de har dermed ingen politiske kompetencer og ingen valgte organer.
Alle delstater (med undtagelse af Wien) er, afhængig af delstatens størrelse, delt i mellem 4 og 24 distrikter. Større byer har status som statutarbyer (Administrativt sæde, hvis forskelligt i parentes).

## Burgenland
Burgenlands 171 kommuner er samlet i ni distrikter, deraf to Statutarbyer:
- Eisenstadt (Statutarby)
- Eisenstadt-Umgebung (Eisenstadt)
- Güssing
- Jennersdorf
- Mattersburg
- Neusiedl
- Oberpullendorf
- Oberwart
- Rust (Statutarby)

## Kärnten
Kärntens 132 kommuner er samlet i ti distrikter, deraf to Statutarbyer:
- Feldkirchen (Feldkirchen in Kärnten)
- Hermagor (Hermagor-Pressegger See)
- Klagenfurt am Wörthersee (Statutarby)
- Klagenfurt-Land (Klagenfurt am Wörthersee)
- St. Veit an der Glan
- Spittal an der Drau
- Villach (Statutarby)
- Villach-Land (Villach)
- Völkermarkt
- Wolfsberg

## Niederösterreich
Niederösterreichs 573 kommuner er samlet i 24 distrikter, deraf fire Statutarbyer:
- Amstetten
- Baden
- Bruck
- Gänserndorf
- Gmünd
- Hollabrunn
- Horn
- Korneuburg
- Krems an der Donau (Statutarby)
- Krems (Krems an der Donau)
- Lilienfeld
- Melk
- Mistelbach
- Mödling
- Neunkirchen
- St. Pölten (Statutarby)
- St. Pölten
- Scheibbs
- Tulln (Tulln an der Donau)
- Waidhofen an der Thaya
- Waidhofen an der Ybbs (Statutarby)
- Wiener Neustadt (Statutarby)
- Wiener Neustadt
- Zwettl (Zwettl-Niederösterreich)

## Oberösterreich
Oberösterreichs 438 kommuner er samlet i 18 distrikter, deraf tre Statutarbyer:
- Braunau (Braunau am Inn)
- Eferding (Grieskirchen (Verwaltungsgemeinschaft / administrativt fællesskab)
- Freistadt
- Gmunden
- Grieskirchen
- Kirchdorf (Kirchdorf an der Krems)
- Linz (Statutarby)
- Linz-Land (Linz)
- Perg
- Ried (Ried im Innkreis)
- Rohrbach (Rohrbach-Berg
- Schärding
- Steyr (Statutarby)
- Steyr-Land (Steyr)
- Urfahr-Umgebung (Linz)
- Vöcklabruck
- Wels (Statutarby)
- Wels-Land (Wels)

## Salzburg
Salzburgs 119 kommuner er samlet i seks distrikter, deraf et Statutarby:
- Hallein (også benævnt Tennengau)
- Salzburg (Statutarby)
- Salzburg-Umgebung (også benævnt Flachgau; Seekirchen am Wallersee)
- St. Johann im Pongau (også benævnt Pongau)
- Tamsweg (også benævnt Lungau)
- Zell am See (også benævnt Pinzgau)

## Steiermark
Steiermarks 286 kommuner er samlet i 13 distrikter, deraf et Statutarby:
- Bruck-Mürzzuschlag (Bruck an der Mur)
- Deutschlandsberg
- Graz (Statutarby)
- Bezirk Graz-Umgebung (Graz)
- Hartberg-Fürstenfeld (Hartberg)
- Leibnitz
- Leoben
- Liezen
- Murau
- Murtal (Judenburg)
- Südoststeiermark (Feldbach)
- Voitsberg
- Weiz

## Tyrol
Tyrols 277 kommuner er samlet i ni distrikter, deraf et Statutarby:
- Imst
- Innsbruck-Land (Innsbruck)
- Innsbruck (Statutarby)
- Kitzbühel
- Kufstein
- Landeck
- Lienz (også benævnt Osttirol)
- Reutte (også benævnt Außerfern)
- Schwaz

## Vorarlberg
Vorarlbergs 96 kommuner er samlet i fire distrikter:
- Bludenz
- Bregenz
- Dornbirn
- Feldkirch

Vorarlberg har ingen statutarbyer.

## Wien
Wien er både delstat og kommune. Distriktsniveauet forekommer således ikke. Byen er imidlertid inddelt i 23 såkaldte Gemeindebezirke (bydele), men disse svarer ikke til distrikterne i de andre delstater.